# Nitruració
La nitruració, en anglès: nitriding, és un tractament termoquímic que es dona a l'acer a base d'afegir nitrogen quan se l'escalfa. El resultat és un increment de la duresa superficial de l'acer obtingut. També augmenta la resistència a la corrosió i a la fatiga dels materials. El procés tenifer és una variant d'aquest procés.

## Procediment
La nitruració es pot fer en un forn o per ionització. En el primer cas la peça es fica a un forn ple d'una atmosfera d'amoníac i després s'escalfa fins a uns 500 °C. Amb això l'amoníac es descompon en nitrogen i hidrogen; l'hidrogen se separa del nitrogen per diferència de densitat i el nitrogen, en entrar en contacte amb la superfície de la peça, forma un recobriment de nitrur de ferro.
En el cas de la nitruració iònica, les molècules d'amoníac es trenquen mitjançant l'aplicació d'un camp elèctric el qual s'aconsegueix sotmetent l'amoníac a diferència de potencial d'entre 300 i 1000 volts. Els ions de nitogen van cap al càtode (que consisteix en la peça a tractar) i reaccionen per a formar nitrur de ferro, Fe₂N.
Cal un posterior temperat del ferro. Les parts del ferro que no es vulguin nitrurar es recobreixen amb un bany d'estany-plom al 50%.

## Aplicacions de la nitruració
La nitruració s'aplica principalment a peces que són sotmeses regularment a grans forces de fregament i de càrrega com són les pistes de rodaments, camises de cilindres, arbres de lleves, engranatges sens fi, etc.

## Acers per nitrurar
No tots els tipus d'acer són aptes per nitrurar, com per exemple, els acers al carboni. Aleshores es recorre als aliatges amb una certa proporció d'alumini. Com a exemples d'acers aptes per nitrurar hi ha:
- Acer per nitruració al Cr-Mo-V d'alta resistència
- Acer per nitruració al Cr-Mo-V de resistència mitjana
- Acer per nitruració al Cr-Al-Mo d'alta duresa:

Aquest tractament també és aplicable a alguns acers inoxidables, al crom-níquel i certes fundicions a l'alumini o al crom.